# Lanišče
Lanišče – wieś w Słowenii, w gminie Škofljica. W 2018 roku liczyła 260 mieszkańców.